# Hadiyya
Pour les articles homonymes, voir Adea.
L' Hadiyya ou Hadiyyisa, Hadiyigna, Adiya, Adea, Adiye, Hadia, Hadiya et Hadya est une langue couchitique parmi les langues chamito-sémitiques parlée en Éthiopie par les Hadiya essentiellement dans la Région des nations, nationalités et peuples du Sud de la zone Hadiya.
Jules Borelli en dresse un important répertoire en 1890 dans son ouvrage Éthiopie méridionale, résultats de ses travaux menés de 1886 à 1888.